# Гуго IV (виконт Шатодёна)

Виконтство Шатодён (рядом с Блуа)

Гуго IV (фр. Hugues IV de Châteaudun; ок. 1117 — 1177) — виконт Шатодёна с 1145.
Сын Жоффруа III де Шатодёна и Эльвизы, дамы де Мондубло.
Управлял виконтством в 1136 году, когда его отец попал в плен к Урсо (Урсиону) де Фретевалю (ум. 1143/46), родственнику своей жены.
Унаследовал Шатодён после того, как его отец незадолго до смерти удалился на покой в аббатство Тирон Сен-Трините (1145). В 1154 году после смерти матери получил её сеньорию Мондубло.
В 1159 году во главе вооружённого отряда уехал в Святую землю для помощи крестоносцам. В это время часть его владений захватил троюродный брат — Ротру IV дю Перш. Потом при посредничестве графа Тибо V де Блуа и епископа Шартра было заключено мирное соглашение (в 1166 году).
Гуго IV был женат на Маргарите де Сен-Кале, дочери Сильвестра де Сен-Кале. Дети:
- Жоффруа IV (ум. 1176).
- Гуго V Каллидус (ум. 1191), виконт Шатодёна.
- Паганус (Пайен) (ум. 1190), сеньор де Мондубло.
- Эд (Одон).
- Элиза.
- Аликс.